# دره مغاره

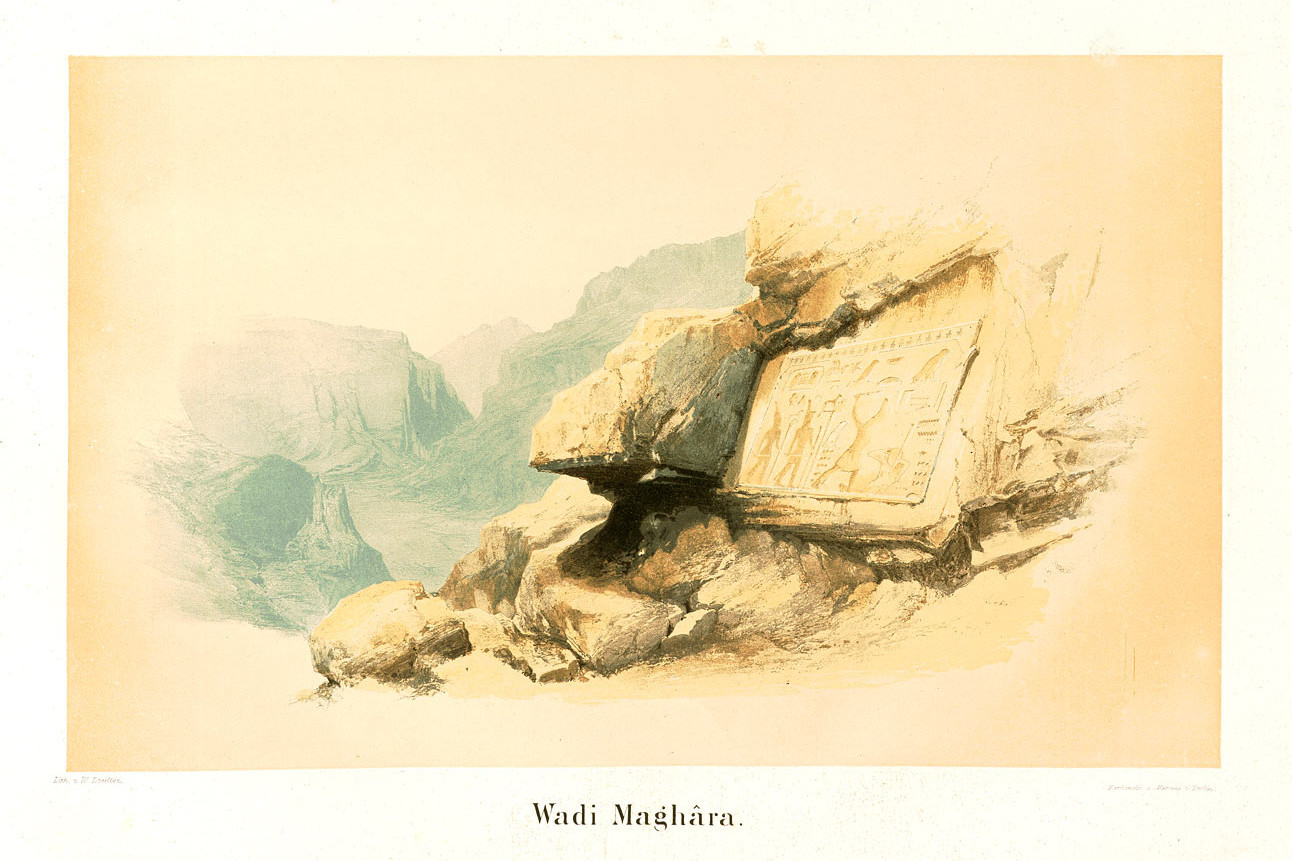

دره مغاره (عربی: وادي مغارة) در منطقه جنوبی شبه جزیره سینا واقع شده‌است، در قدیم فراعنه مصر کارگران معدن و حفاری به این منطقه برای استخراج مس و سنگ فیروزه می‌فرستادند. در دره مغاره یک لوحه نقاشی از پادشاه خوفو در زدن دشمنان و در نقش حامی این دره وجود دارد. توجه و اهمیت دادن به این منطقه به دوره دو خانواده از حاکمان مصری اولی و دومی برمی‌گردد، شاید که ارتباط این منطقه حتی به قبل از این خانواده حاکمان برگردد، دانشمندان باستان‌شناس مصری و خارجی توانستند در این منطقه به تعدادی لوحه نقاشی و همین‌طور نوشته‌های هیروگلیفی دست پیدا کنند که به زمان فرعون زوسرتیتی از خاندان سوم فراعنه بر می‌گردد، البته بعضی از دانشمندان باستان‌شناس معتقدند که این لوحه‌ها و نوشته‌ها مربوط به فرعون سمرخت از خاندان اول فراعنه می‌باشد.

## تاریخچه
اولین گروه فرستاده شده به این منطقه در عصر خودمان گروه پژوهشگر زیترن در سال ۱۸۰۹ بود. یک گروه دیگر در پی این گروه به این منطقه وارد شد که این گروه توسط کارل لبسیوس آلمانی رهبری می‌شد. این گروه توانست به تعدادی لوحه نقاشی روی صخره‌ها دست پیدا کند و اقدام به ترسیم آن‌ها نمودند، بعد از آن یک گروه دیگر که بریتانیایی و سرپرستشان دو نفر به نام‌های «سی فی ویلسون» و «هـ اس بالمر» بودند در سال ۱۸۶۸ از طرف اداره نقشه‌برداری به این منطقه اعزام شدند. همچنین کاوشگر آمریکایی ویلیام فلیندر بیتری اقدام به فرستادن یک گروه شناسایی و باستان‌شناس به این منطقه در خلال سال‌های ۱۹۰۴ و۱۹۰۵ اعزام نمود، این گروه در این منطقه اقدام معادن موجود در آنجا و بررسی نوشته‌های هیروگلیفی موجود در آنجا کردند.
در سال ۱۹۳۲ گروه فرستاده (هیئت اعزامی) انگلیسی دیگر از دانشگاه هاروارد به دره مغاره اعزام شد، این گروه موفق به پیدا کردن نقاشی‌هایی روی صخره‌ها شد که به دوره النباتیا در منطقه دره قنا برمی‌گشت گردید. بعد از آن گروه‌های اعزامی دیگری در سال‌های ۱۹۶۷ تا ۱۹۸۷ منجمله بعضی از هیئت‌های خارجی به این منطقه فرستاده شدند، از جمله هیئت اعزامی کاوشگر جیفیون که توانست به یک لوحه نقاشی شده از فرعون سمرخت دست یابد.

## پستی و بلندی‌ها
دره مغاره در قسمت جنوبی شبه جزیره سینا در فاصله ۱۹ کیلومتری از خلیج سوئز در منطقه ای که ابو سوئز نامیده می‌شود. دره مغاره گودالی عمیق و کوه‌های سنگی شنی را در خود جای داده‌است. این منطقه سرشار از ثروتها و دارایی‌های طبیعی مانند مس و فیروزه می‌باشد.
در ناحیه شرقی از شیب‌های کوه‌ها می‌توان بقایای محلهای قدیمی سکونت را مشاهده نمود که در آن‌ها کارگران سنگتراش زندگی می‌کردند. در ناحیه غربی می‌توان ورودی معادن قدیمی را رویت نمود. در این منطقه می‌توان نقاشی‌های هیروگلیفی و نوشته‌ها و نقاشی‌هایی که فراعنه مختلف دستور کشیدن و ساختن آن‌ها را داده‌اند را مشاهده نمود. این منطقه وابسته به دولت مصر قدیم از زمان ملک خوفو و حاکمان قبل از او بوده‌است. گذشت زمان بسیاری از این آثار تاریخی مصر قدیم را نابود کرده‌است. آن چیزی که از این آثار سالم مانده‌است و از گزند روزگار جان سالم بدربرده است بخشی در موزه مصر در قاهره نگهداری می‌گردد. همچنین نقاشی فرعون زوسر از خاندان سوم فراعنه در دره مغاره قرار دارد، این نقاشی در گذشته به فرعون سمرخت از خاندان اول فراعنه نسبت داده می‌شد.

## اهمیت
دانشمندان معقتدند که منطقه دره مغاره منطقه ای شناخته شده و مشهور در نزد مصری‌های قدیم حتی قبل از فراعنه بوده‌است. هیئت‌های اعزامی به این منطقه توانستند یک کنده‌کاری و نقاشی هیروگلیفی در آنجا پیدا کنند که بیانگر ارسال یک هیئت به این منطقه بوده‌است، دانشمندان حدس می‌زدند این نقاشی مربوط به عهد و دوره فرعون سمرخت از خاندان اول فراعنه مصر باشد، آن‌ها احتمال می‌دهند که ارسال این هیئت از طرف فرعون سمرخت برای داد و ستد تجاری و استخراج مس و فیروزه بوده‌است.
در وادی مغاره تعداد زیادی لوحه نقاشی و نوشته‌های هیروگلیفی یافت شده‌است که به فراعنه مختلف مصر در دوران حکومت قدیم و میانه و دوره جدید بوده‌است. همه فراعنه توجه خاصی به این منطقه با ارسال هیئت‌های مختلف معدنچی و حفاری برای استخراج مس و فیروزه و… داشتند.
ازجمله فراعنه ای که آثار آن‌ها در این منطقه کشف شده‌است می‌توان از فرعون دوره قدیم سن ناخت وسنفرو یاد کرد که اقدام به فرستادن یک گروه نظامی به این منطقه بغرض تأدیب و سرکوب سارقین و تأمین امنیت در این منطقه برای تسلط برآن وبهره برداری از آن نمودند. همچنین فرعون جد کارع از خاندان ششم فراعنه مصر به مدت ۱۰ سال به صورت مستمر براساس یافته‌های دانشمند باستان‌شناس آلمانی نیکولاس جریمال به این منطقه هیئت اعزام می‌کرده‌است. کما اینکه جریمال اقدام به بررسی و ترجمه ۱۰ نوشته از هیئت‌های اعزامی به این منطقه در دور امنمحات سوم نمود.

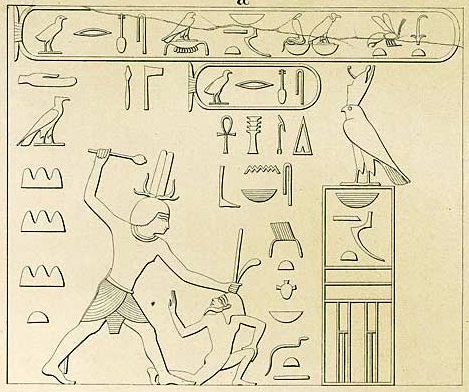
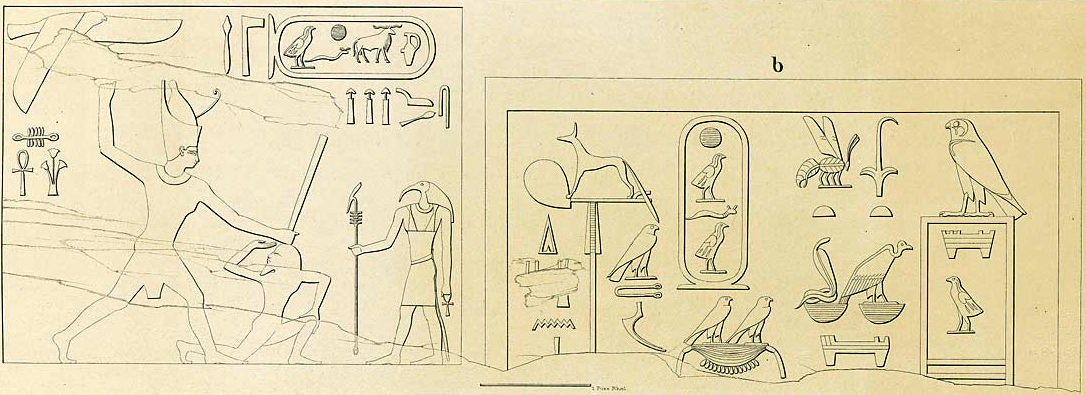
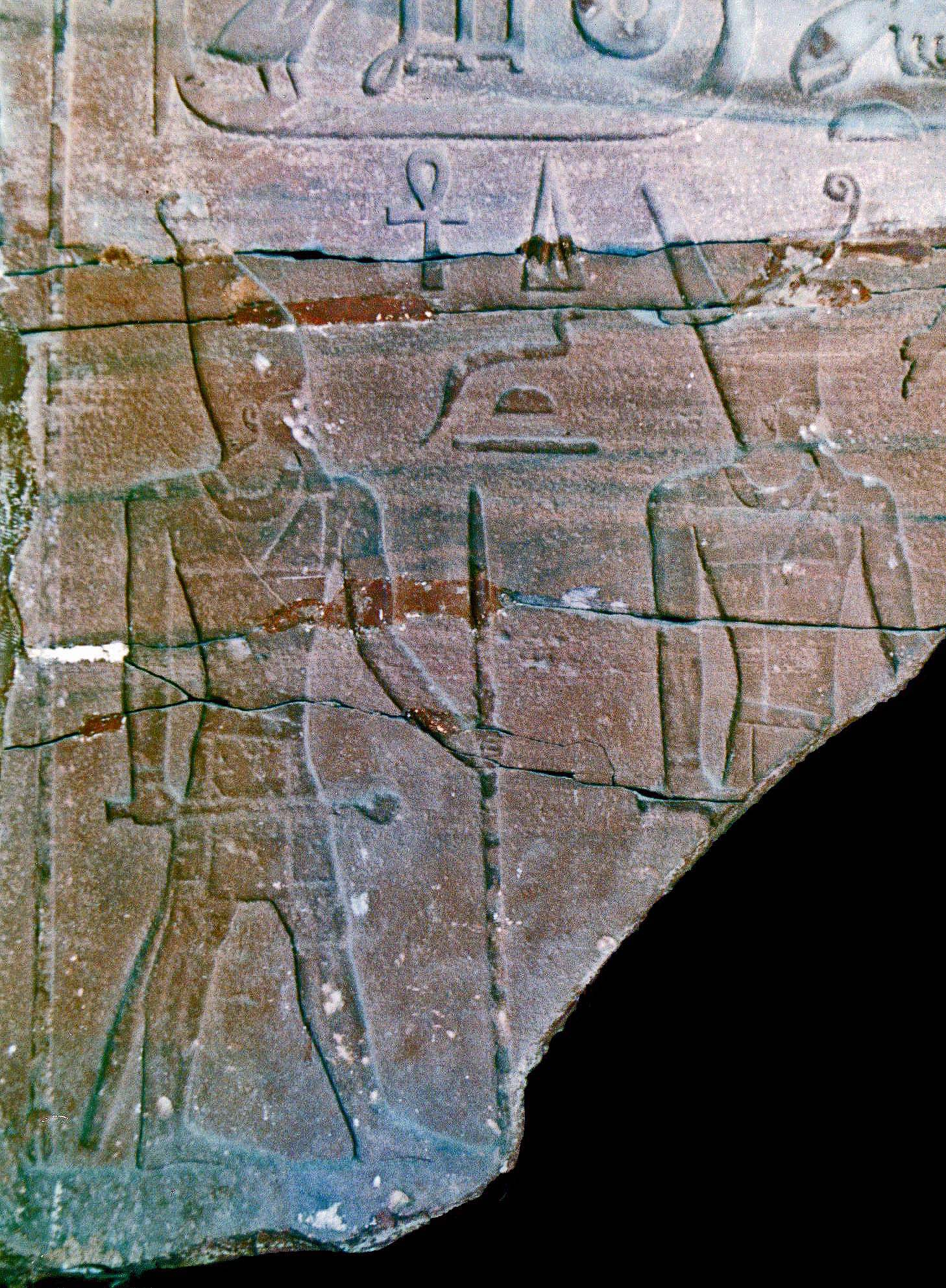
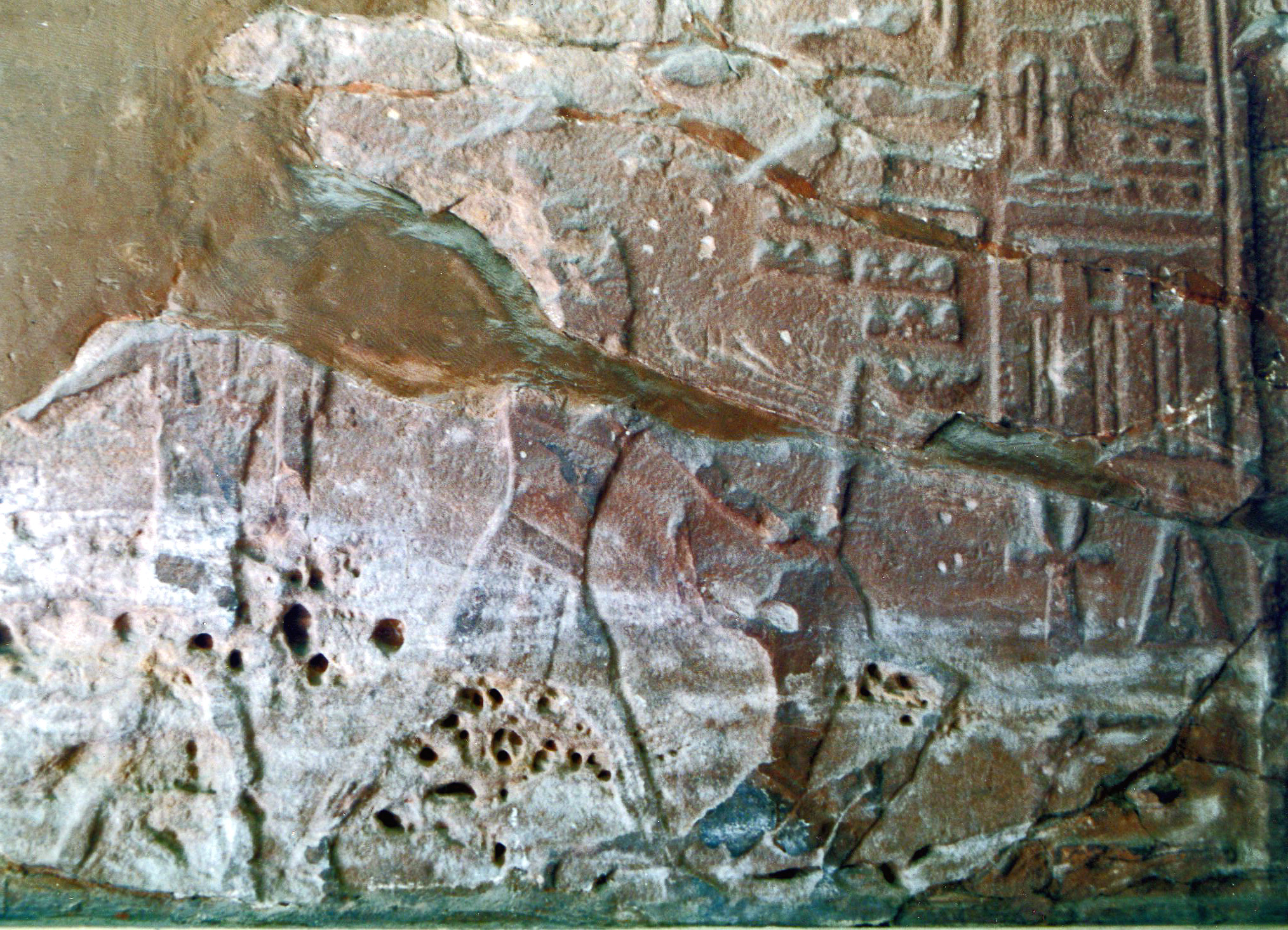
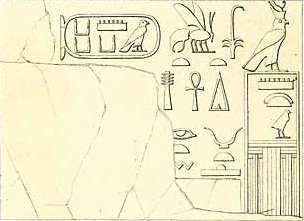
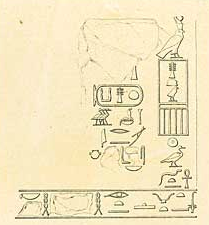
.